# Референдум в Словакии (1994)
Референдум в Словакии 1994 года — первый в истории Словакии референдум, который состоялся 22 октября 1994. На референдуме был задан вопрос следующего содержания: «Вы поддерживаете принятие закона о декларировании финансовых средств, которые были использованы на аукционах и в приватизации?» (словац. Súhlasíte, aby sa prijal zákon o preukazovaní finančných prostriedkov, ktoré boli použité pri dražbách a privatizácii?). О проведении референдума было объявлено 10 августа 1994 президентом Михалом Ковачем на основании законопроекта № 205/1994, принятого 12 июля 1994 по предложению Союза рабочих Словакии и его лидера Яна Люптака.
В референдуме приняло участие всего 19,96% избирателей при необходимой явке в 50%. Большинство голосовавших поддержали закон, но результаты референдума были признаны недействительными по причине низкой явки, а сам референдум — несостоявшимся.

## Результаты
| Выбор                   | Голоса    | %     |
| ----------------------- | --------- | ----- |
| За                      | 724 448   | 95,9  |
| Против                  | 179 524   | 4,1   |
| Недействительные голоса | 18 443    | –     |
| Итого                   | 773 624   | 100   |
| Избиратели, %           | 3 874 407 | 19,96 |